# Tatrzański
Tatrzański là một huyện thuộc tỉnh Małopolskie của Ba Lan. Huyện có diện tích 472 km². Đến ngày 1 tháng 1 năm 2011, dân số của huyện là 65542 người và mật độ 139 người/km².